# Tom Mancini
Tom Mancini (* 18. März 1998 in Aix-les-Bains) ist ein französischer Skilangläufer.

## Werdegang
Mancini nahm in der Saison 2017/18 an U20-Rennen im Alpencup teil und belegte den zweiten Platz in der Gesamtwertung. Bei den nordischen Junioren-Skiweltmeisterschaften 2018 in Goms holte er die Goldmedaille im Sprint. Zudem errang er dort den 16. Platz im Skiathlon und den vierten Platz mit der Staffel. Im Dezember 2018 startete er in Valdidentro erstmals im Alpencup und kam dabei auf den 18. Platz im 15-km-Massenstartrennen, auf den 17. Rang über 15 km Freistil und auf den 14. Platz im Sprint. Bei den U23-Weltmeisterschaften 2019 in Lahti wurde er Fünfter über 15 km Freistil. Im Februar 2019 erreichte er in Planica mit dem zweiten Platz im Sprint seine erste Podestplatzierung im Alpencup. Im selben Monat absolvierte er in Cogne sein erstes Weltcuprennen und holte dabei mit dem achten Platz im Sprint seine ersten Weltcuppunkte. Bei den U23-Weltmeisterschaften 2020 in Oberwiesenthal errang er den 20. Platz im Sprint. Im folgenden Jahr lief er bei den U23-Weltmeisterschaften in Vuokatti auf den 43. Platz im Sprint, auf den 19. Rang über 15 km Freistil und auf den vierten Platz mit der Mixed-Staffel. In der Saison 2021/22 errang er mit je einen ersten und zweiten Platz den siebten Platz in der Gesamtwertung des Alpencups. Zudem siegte er beim Transjurassienne und wurde beim Engadin Skimarathon Dritter.

## Siege bei Continental-Cup-Rennen
| Nr. | Datum             | Ort        | Disziplin                  | Serie                        |
| --- | ----------------- | ---------- | -------------------------- | ---------------------------- |
| 1.  | 5. Dezember 2021  | Ulrichen   | 15 km Freistil Massenstart | Alpencup                     |
| 2.  | 1. Dezember 2022  | Vernon     | 10 km Freistil Massenstart | US Super Tour und Nor-Am-Cup |
| 3.  | 11. Dezember 2022 | Sun Valley | 10 km Freistil             | US Super Tour                |